# Schlumbergera × exotica
A Schlumbergera × exotica a Schlumbergera truncata és a Schlumbergera opuntioides fajok mesterséges hibridje, nem rendelkezik természetes előfordulással.

## Jellemzői
A hajtásrendszer felegyenesedő, majd idősebb korban lecsüngő. A szegmensek 3-4 bordásak vagy hengeresek, egy bordán 5-7 areola sorakozik. Minden areola 3-4 sárgás színű, néhány mm-es tövist hordoz. A növény megjelenésében némiképp emlékeztet a Schlumbergera microsphaerica fajra. A ciklámenszínű virágok nagysága és felépítése nagyban hasonlít a Schlumbergera truncata fajéhoz, azonban a szirmok kevésbé hajlanak vissza, valamint a sziromlevelek töve és csúcsa között nem tapasztalható színárnyalat-változás. A pollen rózsaszínű. A pericarpium enyhén bordázott.